# 2030
Rok 2030 / MMXXX
stulecia: XX wiek ~
XXI wiek ~
XXII wiek

dziesięciolecia:
2000–2009 •
2010–2019 •
2020–2029 •
2030–2039

lata: 2020 «
2025 «
2026 «
2027 «
2028 «
2029 «
2030
» 2031
» 2032
» 2033
» 2034
 
 

## Spodziewane wydarzenia
- 1 stycznia – Słowacja obejmie prezydencję w Radzie Unii Europejskiej.
- 1 lipca – Malta obejmie prezydencję w Radzie Unii Europejskiej.

## Zdarzenia astronomiczne
- 1 czerwca – Obrączkowe zaćmienie Słońca, widoczne z terenów Afryki Północnej, Grecji, Turcji, Rosji, Chin, Japonii. W Polsce widoczne jako zaćmienie częściowe. Maksymalny czas trwania zaćmienia centralnego − 5 minut 21 sekund[1].
- 15 czerwca – częściowe zaćmienie Księżyca. Saros nr 140[1].
- 25 listopada – całkowite zaćmienie Słońca widoczne z terenów Afryki Południowej oraz Australii. Maksymalny czas trwania zaćmienia centralnego 3 minuty 44 sekundy[1].
- 9 grudnia – zaćmienie Księżyca[potrzebny przypis].

## Święta ruchome[2]
- Tłusty czwartek: 28 lutego
- Ostatki: 5 marca
- Popielec: 6 marca
- Niedziela Palmowa: 14 kwietnia
- Wielki Czwartek: 18 kwietnia
- Wielki Piątek: 19 kwietnia
- Wielka Sobota: 20 kwietnia
- Wielkanoc: 21 kwietnia
- Poniedziałek Wielkanocny: 22 kwietnia
- Wniebowstąpienie Pańskie: 2 czerwca
- Zesłanie Ducha Świętego: 9 czerwca
- Boże Ciało: 20 czerwca